# کیم ته-وو (کشتی‌گیر)
کیم تائه-وو (انگلیسی: Kim Tae-woo؛ زادهٔ ۷ مارس ۱۹۶۲) کشتی‌گیر اهل کره جنوبی بود.